# Ariamnes simulans
Espèce
Ariamnes simulans est une espèce d'araignées aranéomorphes de la famille des Theridiidae.

## Distribution
Cette espèce est endémique d'Inde. Elle a été découverte à Calcutta.

## Publication originale
- (en) O. Pickard-Cambridge, « On a new Spider from Calcutta », Annals and Magazine of Natural History, 6e série, vol. 10, no 60,‎ 1892, p. 417-419 (lire en ligne).